# Albuminpapíros eljárás

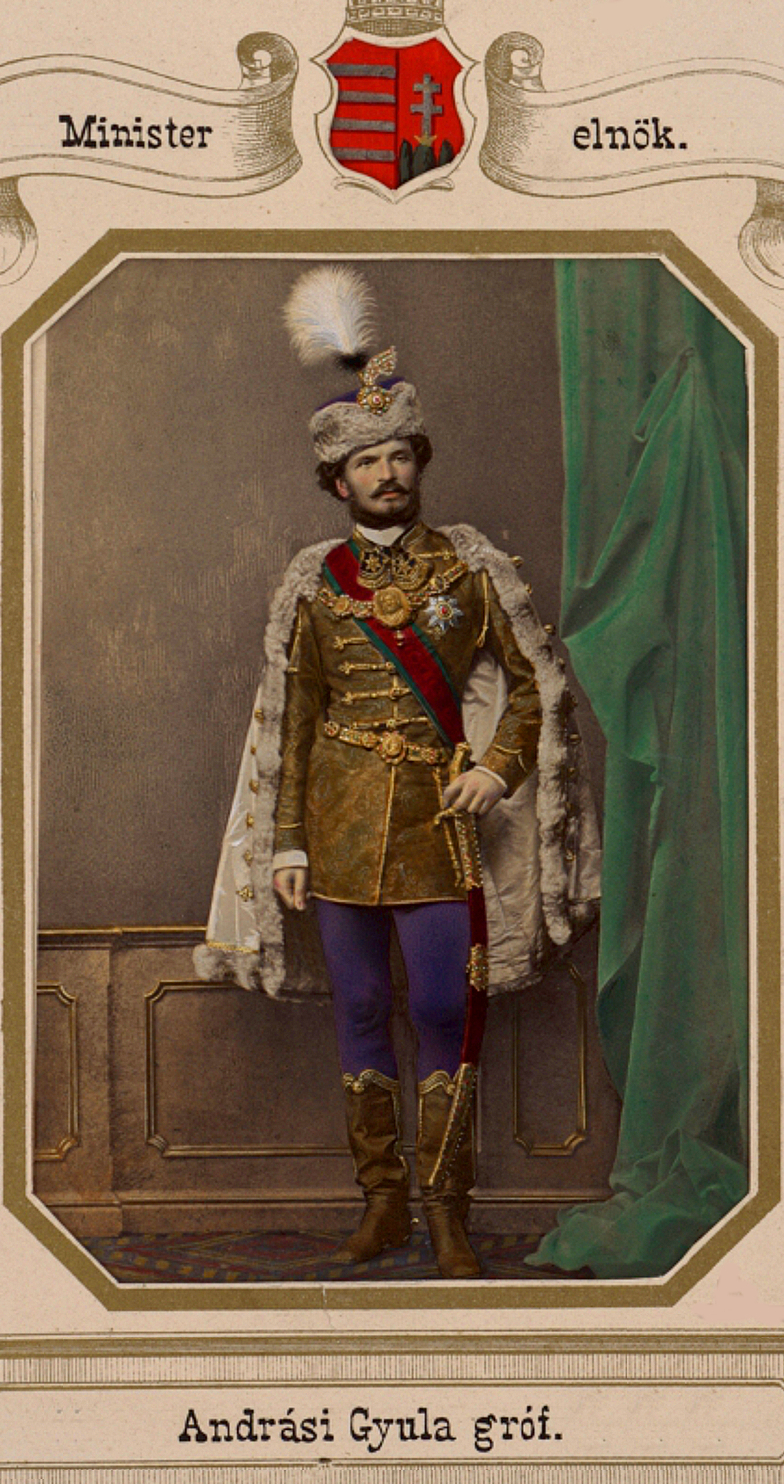
Andrássy Gyula miniszterelnök színezett portréja albuminpapíron, 1867

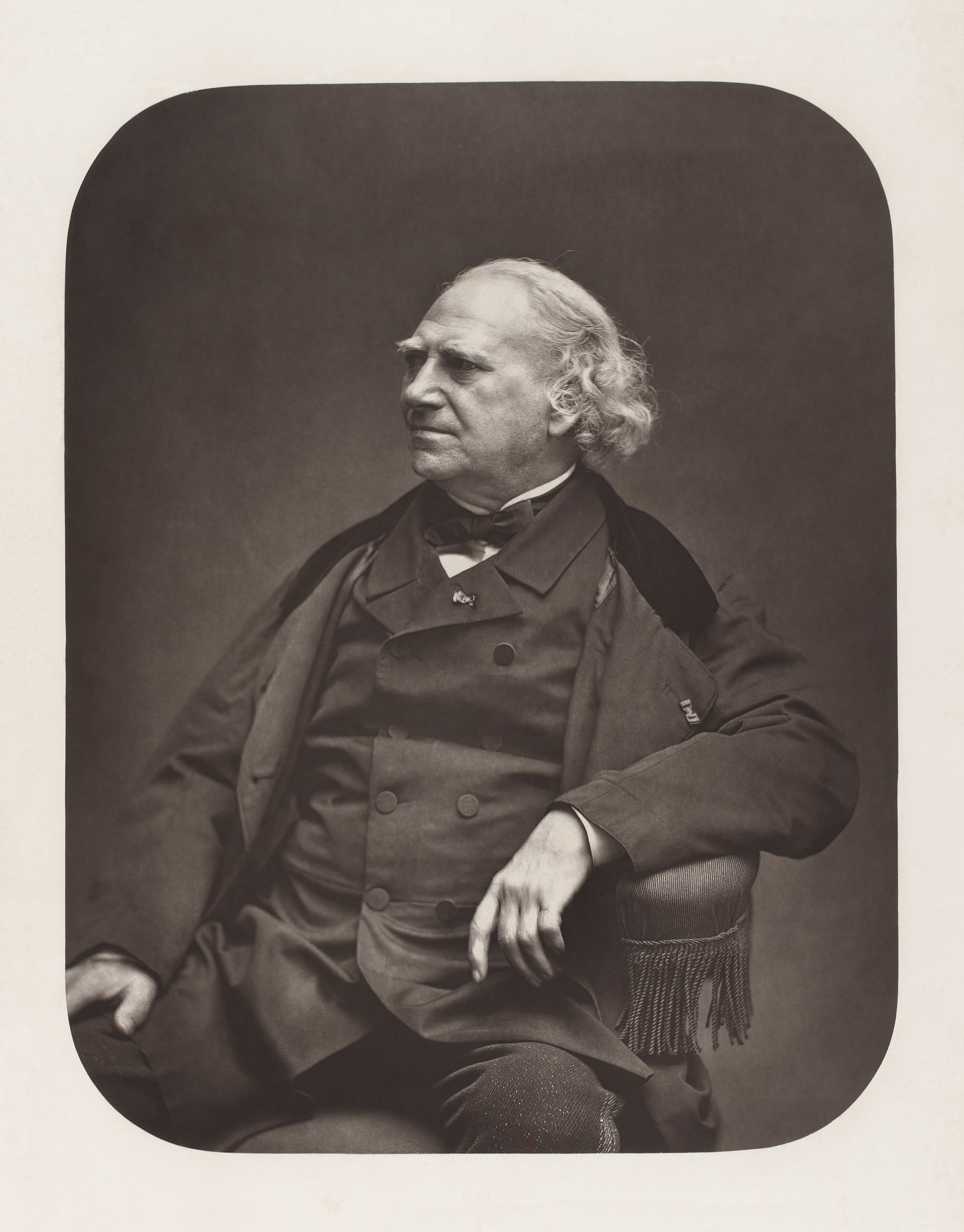
Louis Désiré Blanquart-Evrard

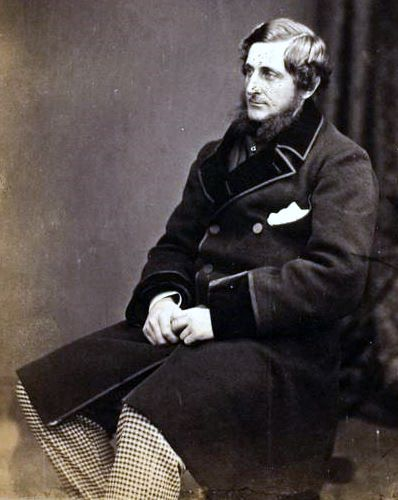
Roger Fenton: Thomas Montagu Steele (albuminpapír, 1855)

Az albuminpapír fényképészeti pozitívanyag, kimásolópapír.

## Története
Az albuminpapír Louis Désiré Blanquart-Evrard 1850-es találmányán alapul. Az 1850-es évektől a század utolsó évtizedeiig az uralkodó pozitívtechnika volt. Helyébe kb. az 1870-es évek végétől az ún. emulziós kimásolópapírok léptek (kollódiumos Celloidin, zselatinos Aristo, növényi fehérje kötőanyagú Alboidin és más, nem tojásalbumin hordozójú anyagok).
A vizit- és másféle kártyák divatjának első időszakában a leggyakrabban használt anyagtípus. Lásd még: André Disdéri

## Az eljárás
Vékony papírt albumin (speciálisan előkészített tojásfehérje) réteggel – amelybe oldott kloridsókat adagolnak – vonnak be egyik oldalán. Száradás után ezüst-nitrát oldattal kezelik s ennek eredményeképpen ezüst-klorid és némi szabad ezüst-nitrát kerül a rétegbe.
Az így elkészített anyagra negatívról, másolókeretben kontaktmásolatot készítenek. (A kép a fény hatására – előhívás nélkül – alakul ki az anyagon: ezt jelenti a kimásolópapír.) Mikor a megfelelő (szemre a kelleténél kissé sötétebb) fedettséget elérte, vízzel kimossák a felesleges ezüst-nitrát maradványt, majd nátrium-tioszulfáttal eltávolítják az exponálatlanul maradt ezüst-kloridot és ezután újabb mosással a tioszulfátmaradványokat is.
Tartósítás és a képminőség javítása érdekében aranyszínezéssel fejeződött be a kidolgozás általános esetben. Ez arany-kloridot tartalmazó oldattal történt, melyből sokféle, különböző összetételű változat volt használatos.

### Angolul
- Make Albumen Paper
- Albumen